# Sprachvergleich
Der Sprachvergleich ist eine Vorgehensweise in der Allgemeinen und in der Historischen Linguistik, wobei Sprachen nach gewissen Kriterien miteinander verglichen werden, um bestimmte Ziele zu verfolgen. Er ist Anlass, die entsprechenden sprachwissenschaftlichen Teilgebiete zum Überbegriff "Vergleichende Sprachwissenschaft" zusammenzufassen.

## Verfahren des Sprachvergleichs
Der Vergleich von Sprachen wird in verschiedenen Ansätzen mit folgenden Zielsetzungen betrieben:
- in der Historischen Linguistik mit dem Ziel, Sprachfamilien, also Gruppen historisch verwandter Sprachen festzustellen, die sich aus einer gemeinsamen Ursprache herausentwickelt haben;
- in der Diachronie, um die Entwicklungsgeschichte einer Sprache oder Dialektgruppe zu beschreiben;
- in der Sprachtypologie mit dem Ziel, Sprachtypen, also Gruppen von Sprachen mit ähnlicher grammatischer Struktur zu entwickeln und den strukturellen Aufbau von Sprachen aufzudecken;
- in der Arealtypologie mit dem Ziel, Sprachbünde zu ermitteln; dabei handelt es sich um Gruppen von Sprachen, die räumlich benachbart sind und sich in ihrer grammatischen Struktur aufgrund langwährenden Kontakts gegenseitig beeinflusst haben;
- in der Kontrastiven Linguistik mit dem Ziel, die strukturellen Unterschiede zwischen meist nur zwei, manchmal auch mehr Sprachen herauszuarbeiten, unter anderem, damit diese Unterschiede beim Sprachunterricht beachtet werden können.

Der Sprachvergleich kann auch zu dem Ergebnis führen, dass Sprachen sich hinsichtlich bestimmter Kriterien nicht unterscheiden. Er führt dann zu den so genannten Sprachuniversalien.